# Baie de Banff
La baie de Banff est une baie située sur la côte écossaise de la mer du Nord dans la région de l'Aberdeenshire.

## Source de la traduction
- (en) Cet article est partiellement ou en totalité issu de l’article de Wikipédia en anglais intitulé « Banff Bay » (voir la liste des auteurs).